# ABAP
ABAP, (енгл. Advanced Business Application Programming) је виши програмски језик дизајниран од стране немачке компаније SAP. Језик припада четвртој генерацији програмских језика и део је NetWeaver платформе, намењене креирању пословних апликација. Синтакса ABAP-а је слична синтакси Кобола.
ABAP не спада у језике који су лаки за учење; за програмирање једне апликације у ABAP-у потребне су добре програмерске вештине, као и добро познавање објектно-оријентисаног програмирања.

## "Здраво свете!" порука
```
     
       REPORT TEST.
       WRITE 'ZDRAVO SVETE'.

```